# Giải vô địch bóng đá châu Âu 2016 (Bảng D)
Bảng D của Euro 2016 có sự góp mặt của 4 đội: Tây Ban Nha, Cộng hòa Séc, Thổ Nhĩ Kỳ, Croatia. Bảng đấu này có 2 đội từng vô địch châu Âu: Tây Ban Nha (3 lần) và Cộng hòa Séc (1 lần, với tên gọi Tiệp Khắc). Các trận đấu diễn ra từ ngày 12 đến ngày 21 tháng 6 năm 2016.

## Các đội
| Nhóm | Đội tuyển    | Tư cách qua vòng loại         | Số lần tham dự | Lần tham dự gần đây nhất | Thành tích tốt nhất        | Xếp hạng UEFA Tháng 10, 2015 | Xếp hạng FIFA Tháng 6, 2016 |
| ---- | ------------ | ----------------------------- | -------------- | ------------------------ | -------------------------- | ---------------------------- | --------------------------- |
| D1   | Tây Ban Nha  | Nhất bảng C                   | 10th           | 2012                     | Vô địch (1964, 2008, 2012) | 2                            | 6                           |
| D2   | Cộng hòa Séc | Nhất bảng A                   | 6th            | 2012                     | Á quân (1996)              | 15                           | 30                          |
| D3   | Thổ Nhĩ Kỳ   | Đội đứng thứ ba xuất sắc nhất | 4th            | 2008                     | Bán kết (2008)             | 22                           | 18                          |
| D4   | Croatia      | Nhì bảng H                    | 5th            | 2012                     | Tứ kết (1996, 2008)        | 12                           | 27                          |

Chú thích
1. ↑  Bảng xếp hạng FIFA khu vực châu Âu vào tháng 10 năm 2015 được sử dụng trước khi bốc thăm vòng bảng
2. ↑  Từ năm 1960 đến năm 1992, Cộng hòa Séc tham dự Euro với tên gọi Tiệp Khắc. Nếu tính theo số lần tham dự, thì Cộng hòa Séc đã 9 lần tham dự, với thành tích lớn nhất là chức vô địch Euro 1976.

## Kết quả
| VT | Đội          | ST | T | H | B | BT | BB | HS | Đ | Giành quyền tham dự     |
| -- | ------------ | -- | - | - | - | -- | -- | -- | - | ----------------------- |
| 1  | Croatia      | 3  | 2 | 1 | 0 | 5  | 3  | +2 | 7 | Vòng đấu loại trực tiếp |
| 2  | Tây Ban Nha  | 3  | 2 | 0 | 1 | 5  | 2  | +3 | 6 | Vòng đấu loại trực tiếp |
| 3  | Thổ Nhĩ Kỳ   | 3  | 1 | 0 | 2 | 2  | 4  | −2 | 3 |                         |
| 4  | Cộng hòa Séc | 3  | 0 | 1 | 2 | 2  | 5  | −3 | 1 |                         |

Ở vòng 16 đội:
- Đội nhất bảng D, Croatia, đối đầu với đội xếp thứ ba bảng F, Bồ Đào Nha.
- Đội nhì bảng D, Tây Ban Nha, đối đầu với đội nhất bảng E, Ý.

## Các trận đấu
Giờ thi đấu tính theo giờ địa phương (UTC+2)

### Thổ Nhĩ Kỳ v Croatia
| Thổ Nhĩ Kỳ | 0–1      | Croatia    |
| ---------- | -------- | ---------- |
|            | Chi tiết | Modrić 41' |

| Thổ Nhĩ Kỳ | Croatia |

| TM                      | 1  | Volkan Babacan   |       |     |
| HV                      | 7  | Gökhan Gönül     |       |     |
| HV                      | 15 | Mehmet Topal     |       |     |
| HV                      | 3  | Hakan Balta      | 48'   |     |
| HV                      | 18 | Caner Erkin      |       |     |
| TV                      | 16 | Ozan Tufan       |       |     |
| TV                      | 8  | Selçuk İnan      |       |     |
| TV                      | 14 | Oğuzhan Özyakup  |       | 46' |
| TĐ                      | 6  | Hakan Çalhanoğlu |       |     |
| TĐ                      | 10 | Arda Turan (c)   |       | 65' |
| TĐ                      | 9  | Cenk Tosun       | 31'   | 69' |
| Vào sân thay người:     |    |                  |       |     |
| TV                      | 20 | Volkan Şen       | 90+1' | 46' |
| TĐ                      | 17 | Burak Yılmaz     |       | 65' |
| TĐ                      | 21 | Emre Mor         |       | 69' |
| Huấn luyện viên trưởng: |    |                  |       |     |
| Fatih Terim             |    |                  |       |     |

| TM                      | 23 | Danijel Subašić     |     |       |
| HV                      | 11 | Darijo Srna (c)     |     |       |
| HV                      | 5  | Vedran Ćorluka      |     |       |
| HV                      | 21 | Domagoj Vida        |     |       |
| HV                      | 3  | Ivan Strinić        | 80' |       |
| TV                      | 10 | Luka Modrić         |     |       |
| TV                      | 19 | Milan Badelj        |     |       |
| TĐ                      | 14 | Marcelo Brozović    |     |       |
| TĐ                      | 7  | Ivan Rakitić        |     | 90'   |
| TĐ                      | 4  | Ivan Perišić        |     | 87'   |
| TĐ                      | 17 | Mario Mandžukić     |     | 90+3' |
| Vào sân thay người:     |    |                     |     |       |
| TĐ                      | 9  | Andrej Kramarić     |     | 87'   |
| HV                      | 13 | Gordon Schildenfeld |     | 90'   |
| TĐ                      | 20 | Marko Pjaca         |     | 90+3' |
| Huấn luyện viên trưởng: |    |                     |     |       |
| Ante Čačić              |    |                     |     |       |

| Cầu thủ xuất sắc nhất trận: Luka Modrić (Croatia) Trợ lý trọng tài: Mathias Klasenius (Thụy Điển) Daniel Wärnmark (Thụy Điển) Trọng tài bàn: Willie Collum (Scotland) Các trọng tài phụ (khu vực cấm địa): Stefan Johannesson (Thụy Điển) Markus Strömbergsson (Thụy Điển) Giám sát trận đấu: Damien MacGraith (Cộng hòa Ireland) |

### Tây Ban Nha v Cộng hòa Séc
| Tây Ban Nha | 1–0      | Cộng hòa Séc |
| ----------- | -------- | ------------ |
| Piqué 87'   | Chi tiết |              |

| Tây Ban Nha | Cộng hòa Séc |

| TM                      | 13 | David de Gea     |  |     |
| HV                      | 16 | Juanfran         |  |     |
| HV                      | 3  | Gerard Piqué     |  |     |
| HV                      | 15 | Sergio Ramos (c) |  |     |
| HV                      | 18 | Jordi Alba       |  |     |
| TV                      | 5  | Sergio Busquets  |  |     |
| TV                      | 10 | Cesc Fàbregas    |  | 70' |
| TV                      | 6  | Andrés Iniesta   |  |     |
| TĐ                      | 21 | David Silva      |  |     |
| TĐ                      | 22 | Nolito           |  | 82' |
| TĐ                      | 7  | Álvaro Morata    |  | 62' |
| Vào sân thay người:     |    |                  |  |     |
| TĐ                      | 20 | Aritz Aduriz     |  | 62' |
| TV                      | 14 | Thiago           |  | 70' |
| TĐ                      | 11 | Pedro            |  | 82' |
| Huấn luyện viên trưởng: |    |                  |  |     |
| Vicente del Bosque      |    |                  |  |     |

| TM                      | 1  | Petr Čech              |     |     |
| HV                      | 2  | Pavel Kadeřábek        |     |     |
| HV                      | 6  | Tomáš Sivok            |     |     |
| HV                      | 5  | Roman Hubník           |     |     |
| HV                      | 8  | David Limberský        | 61' |     |
| TV                      | 22 | Vladimír Darida        |     |     |
| TV                      | 13 | Jaroslav Plašil        |     |     |
| TĐ                      | 4  | Theodor Gebre Selassie |     | 86' |
| TĐ                      | 10 | Tomáš Rosický (c)      |     | 88' |
| TĐ                      | 19 | Ladislav Krejčí        |     |     |
| TĐ                      | 7  | Tomáš Necid            |     | 75' |
| Vào sân thay người:     |    |                        |     |     |
| TĐ                      | 21 | David Lafata           |     | 75' |
| TV                      | 18 | Josef Šural            |     | 86' |
| TV                      | 15 | David Pavelka          |     | 88' |
| Huấn luyện viên trưởng: |    |                        |     |     |
| Pavel Vrba              |    |                        |     |     |

| Cầu thủ xuất sắc nhất trận: Andrés Iniesta (Tây Ban Nha) Trợ lý trọng tài: Paweł Sokolnicki (Ba Lan) Tomasz Listkiewicz (Ba Lan) Trọng tài bàn: Aleksei Kulbakov (Belarus) Các trọng tài phụ (khu vực cấm địa): Paweł Raczkowski (Ba Lan) Tomasz Musiał (Ba Lan) Giám sát trận đấu: Vitali Maliutsin (Belarus) |

### Cộng hòa Séc v Croatia
| Cộng hòa Séc                    | 2–2      | Croatia                   |
| ------------------------------- | -------- | ------------------------- |
| Škoda 76' · Necid 90+3' (ph.đ.) | Chi tiết | Perišić 37' · Rakitić 59' |

| Cộng hòa Séc | Croatia |

| TM                      | 1  | Petr Čech         |     |     |
| HV                      | 2  | Pavel Kadeřábek   |     |     |
| HV                      | 5  | Roman Hubník      |     |     |
| HV                      | 6  | Tomáš Sivok       | 72' |     |
| HV                      | 8  | David Limberský   |     |     |
| TV                      | 13 | Jaroslav Plašil   |     | 86' |
| TV                      | 10 | Tomáš Rosický (c) |     |     |
| TV                      | 20 | Jiří Skalák       |     | 67' |
| TV                      | 19 | Ladislav Krejčí   |     |     |
| TV                      | 22 | Vladimír Darida   |     |     |
| TĐ                      | 21 | David Lafata      |     | 67' |
| Vào sân thay người:     |    |                   |     |     |
| TĐ                      | 12 | Milan Škoda       |     | 67' |
| TV                      | 18 | Josef Šural       |     | 67' |
| TĐ                      | 7  | Tomáš Necid       |     | 86' |
| Huấn luyện viên trưởng: |    |                   |     |     |
| Pavel Vrba              |    |                   |     |     |

| TM                      | 23 | Danijel Subašić     |     |       |
| HV                      | 11 | Darijo Srna (c)     |     |       |
| HV                      | 5  | Vedran Ćorluka      |     |       |
| HV                      | 21 | Domagoj Vida        | 88' |       |
| HV                      | 3  | Ivan Strinić        |     | 90+3' |
| TV                      | 19 | Milan Badelj        | 14' |       |
| TV                      | 10 | Luka Modrić         |     | 62'   |
| TĐ                      | 14 | Marcelo Brozović    | 74' |       |
| TĐ                      | 7  | Ivan Rakitić        |     | 90+2' |
| TĐ                      | 4  | Ivan Perišić        |     |       |
| TĐ                      | 17 | Mario Mandžukić     |     |       |
| Vào sân thay người:     |    |                     |     |       |
| TV                      | 8  | Mateo Kovačić       |     | 62'   |
| HV                      | 13 | Gordon Schildenfeld |     | 90+2' |
| HV                      | 2  | Šime Vrsaljko       |     | 90+3' |
| Huấn luyện viên trưởng: |    |                     |     |       |
| Ante Čačić              |    |                     |     |       |

| Cầu thủ xuất sắc nhất trận: Ivan Rakitić (Croatia) Trợ lý trọng tài: Simon Beck (Anh) Jake Collin (Anh) Trọng tài bàn: Anastasios Sidiropoulos (Hy Lạp) Các trọng tài phụ (khu vực cấm địa): Anthony Taylor (Anh) Andre Marriner (Anh) Giám sát trận đấu: Damianos Efthymiadis (Hy Lạp) |

### Tây Ban Nha v Thổ Nhĩ Kỳ
| Tây Ban Nha                  | 3–0      | Thổ Nhĩ Kỳ |
| ---------------------------- | -------- | ---------- |
| Morata 34', 48' · Nolito 37' | Chi tiết |            |

| Tây Ban Nha | Thổ Nhĩ Kỳ |

| TM                      | 13 | David de Gea      |    |     |
| HV                      | 16 | Juanfran          |    |     |
| HV                      | 3  | Gerard Piqué      |    |     |
| HV                      | 15 | Sergio Ramos (c)  | 2' |     |
| HV                      | 18 | Jordi Alba        |    | 81' |
| TV                      | 5  | Sergio Busquets   |    |     |
| TV                      | 10 | Cesc Fàbregas     |    | 71' |
| TV                      | 6  | Andrés Iniesta    |    |     |
| TĐ                      | 21 | David Silva       |    | 64' |
| TĐ                      | 22 | Nolito            |    |     |
| TĐ                      | 7  | Álvaro Morata     |    |     |
| Vào sân thay người:     |    |                   |    |     |
| TV                      | 19 | Bruno Soriano     |    | 64' |
| TV                      | 8  | Koke              |    | 71' |
| HV                      | 2  | César Azpilicueta |    | 81' |
| Huấn luyện viên trưởng: |    |                   |    |     |
| Vicente del Bosque      |    |                   |    |     |

| TM                      | 1  | Volkan Babacan   |     |     |
| HV                      | 7  | Gökhan Gönül     |     |     |
| HV                      | 15 | Mehmet Topal     |     |     |
| HV                      | 3  | Hakan Balta      |     |     |
| HV                      | 18 | Caner Erkin      |     |     |
| TV                      | 16 | Ozan Tufan       | 41' |     |
| TV                      | 8  | Selçuk İnan      |     | 70' |
| TV                      | 14 | Oğuzhan Özyakup  |     | 62' |
| TĐ                      | 6  | Hakan Çalhanoğlu |     | 46' |
| TĐ                      | 10 | Arda Turan (c)   |     |     |
| TĐ                      | 17 | Burak Yılmaz     | 9'  |     |
| Vào sân thay người:     |    |                  |     |     |
| TV                      | 5  | Nuri Şahin       |     | 46' |
| TV                      | 11 | Olcay Şahan      |     | 62' |
| TV                      | 19 | Yunus Mallı      |     | 70' |
| Huấn luyện viên trưởng: |    |                  |     |     |
| Fatih Terim             |    |                  |     |     |

| Cầu thủ xuất sắc nhất trận: Andrés Iniesta (Tây Ban Nha) Trợ lý trọng tài: Milovan Ristić (Serbia) Dalibor Đurđević (Serbia) Trọng tài bàn: Aleksei Kulbakov (Belarus) Các trọng tài phụ (khu vực cấm địa): Danilo Grujić (Serbia) Nenad Đokić (Serbia) Giám sát trận đấu: Vitali Maliutsin (Belarus) |

### Cộng hòa Séc v Thổ Nhĩ Kỳ
| Cộng hòa Séc | 0–2      | Thổ Nhĩ Kỳ             |
| ------------ | -------- | ---------------------- |
|              | Chi tiết | Yılmaz 10' · Tufan 65' |

| Cộng hòa Séc | Thổ Nhĩ Kỳ |

| TM                      | 1  | Petr Čech (c)   |     |     |
| HV                      | 2  | Pavel Kadeřábek |     |     |
| HV                      | 6  | Tomáš Sivok     |     |     |
| HV                      | 5  | Roman Hubník    |     |     |
| HV                      | 11 | Daniel Pudil    |     |     |
| TV                      | 22 | Vladimír Darida |     |     |
| TV                      | 15 | David Pavelka   | 39' | 57' |
| TV                      | 13 | Jaroslav Plašil | 36' | 90' |
| TĐ                      | 9  | Bořek Dočkal    |     | 71' |
| TĐ                      | 19 | Ladislav Krejčí |     |     |
| TĐ                      | 7  | Tomáš Necid     |     |     |
| Vào sân thay người:     |    |                 |     |     |
| TĐ                      | 12 | Milan Škoda     |     | 57' |
| TV                      | 18 | Josef Šural     | 87' | 71' |
| TV                      | 14 | Daniel Kolář    |     | 90' |
| Huấn luyện viên trưởng: |    |                 |     |     |
| Pavel Vrba              |    |                 |     |     |

| TM                      | 1  | Volkan Babacan  |     |     |
| HV                      | 7  | Gökhan Gönül    |     |     |
| HV                      | 15 | Mehmet Topal    |     |     |
| HV                      | 3  | Hakan Balta     | 50' |     |
| HV                      | 13 | İsmail Köybaşı  | 35' |     |
| TV                      | 16 | Ozan Tufan      |     |     |
| TV                      | 8  | Selçuk İnan     |     |     |
| TV                      | 10 | Arda Turan (c)  |     |     |
| TĐ                      | 21 | Emre Mor        |     | 69' |
| TĐ                      | 20 | Volkan Şen      |     | 61' |
| TĐ                      | 17 | Burak Yılmaz    |     | 90' |
| Vào sân thay người:     |    |                 |     |     |
| TV                      | 14 | Oğuzhan Özyakup |     | 61' |
| TV                      | 11 | Olcay Şahan     |     | 69' |
| TĐ                      | 9  | Cenk Tosun      |     | 90' |
| Huấn luyện viên trưởng: |    |                 |     |     |
| Fatih Terim             |    |                 |     |     |

| Cầu thủ xuất sắc nhất trận: Burak Yılmaz (Thổ Nhĩ Kỳ) Trợ lý trọng tài: Damien MacGraith (Cộng hòa Ireland) Francis Connor (Scotland) Trọng tài bàn: Sergey Lapochkin (Nga) Các trọng tài phụ (khu vực cấm địa): Bobby Madden (Scotland) John Beaton (Scotland) Giám sát trận đấu: Nikolai Golubev (Nga) |

### Croatia v Tây Ban Nha
| Croatia                      | 2–1      | Tây Ban Nha |
| ---------------------------- | -------- | ----------- |
| N. Kalinić 45' · Perišić 87' | Chi tiết | Morata 7'   |

| Croatia | Tây Ban Nha |

| TM                      | 23 | Danijel Subašić |     |       |
| HV                      | 11 | Darijo Srna (c) | 70' |       |
| HV                      | 5  | Vedran Ćorluka  |     |       |
| HV                      | 6  | Tin Jedvaj      |     |       |
| HV                      | 2  | Šime Vrsaljko   | 70' |       |
| TV                      | 15 | Marko Rog       | 29' | 82'   |
| TV                      | 19 | Milan Badelj    |     |       |
| TĐ                      | 4  | Ivan Perišić    | 88' | 90+4' |
| TĐ                      | 7  | Ivan Rakitić    |     |       |
| TĐ                      | 20 | Marko Pjaca     |     | 90+2' |
| TĐ                      | 16 | Nikola Kalinić  |     |       |
| Vào sân thay người:     |    |                 |     |       |
| TV                      | 8  | Mateo Kovačić   |     | 82'   |
| TĐ                      | 22 | Duje Čop        |     | 90+2' |
| TĐ                      | 9  | Andrej Kramarić |     | 90+4' |
| Huấn luyện viên trưởng: |    |                 |     |       |
| Ante Čačić              |    |                 |     |       |

| TM                      | 13 | David de Gea     |  |     |
| HV                      | 16 | Juanfran         |  |     |
| HV                      | 3  | Gerard Piqué     |  |     |
| HV                      | 15 | Sergio Ramos (c) |  |     |
| HV                      | 18 | Jordi Alba       |  |     |
| TV                      | 5  | Sergio Busquets  |  |     |
| TV                      | 10 | Cesc Fàbregas    |  | 84' |
| TV                      | 6  | Andrés Iniesta   |  |     |
| TĐ                      | 21 | David Silva      |  |     |
| TĐ                      | 22 | Nolito           |  | 60' |
| TĐ                      | 7  | Álvaro Morata    |  | 67' |
| Vào sân thay người:     |    |                  |  |     |
| TV                      | 19 | Bruno Soriano    |  | 60' |
| TĐ                      | 20 | Aritz Aduriz     |  | 67' |
| TV                      | 14 | Thiago           |  | 84' |
| Huấn luyện viên trưởng: |    |                  |  |     |
| Vicente del Bosque      |    |                  |  |     |

| Cầu thủ xuất sắc nhất trận: Ivan Perišić (Croatia) Trợ lý trọng tài: Sander van Roekel (Hà Lan) Erwin Zeinstra (Hà Lan) Trọng tài bàn: Viktor Kassai (Hungary) Các trọng tài phụ (khu vực cấm địa): Pol van Boekel (Hà Lan) Richard Liesveld (Hà Lan) Giám sát trận đấu: György Ring (Hungary) |